# Ropné naleziště

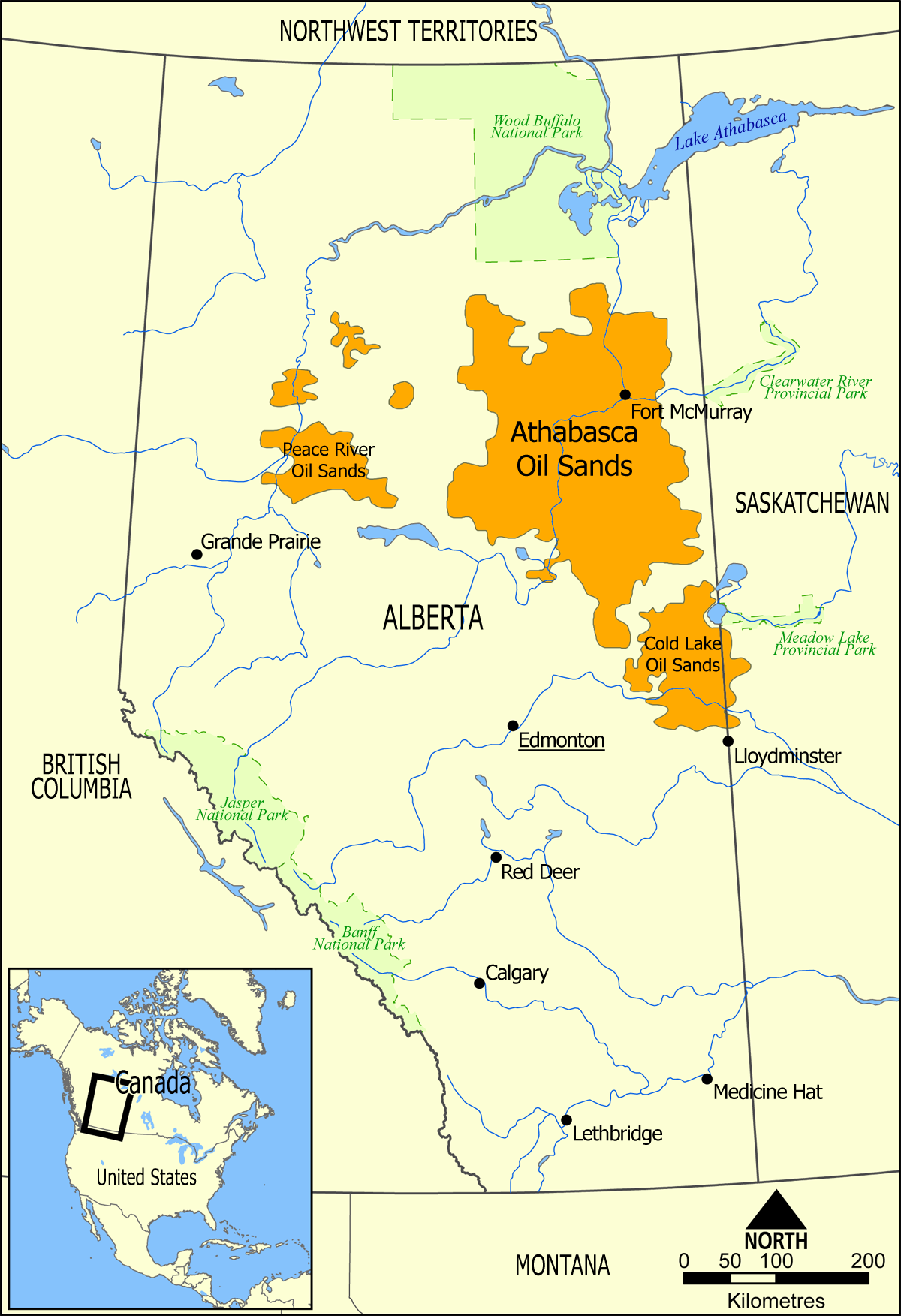
Ropná naleziště Athabaských ropných písků

Ropné naleziště je oblast, pod jejímž povrchem se nachází zásoby ropy. Pokud je na něm postavena infrastruktura pro dobývání ropy z tohoto naleziště, pak je referována coby ropné pole. Ropné naleziště ale většinou zabírá větší oblast než oblast ropného pole; výjimku mohou tvořit podpůrné vrty, sloužící pro injektování vody či jiného média pro zvýšení tlaku na ropná depozita. Na rozdíl od ropných polí mohou ropná naleziště zahrnovat i naleziště nekonvenční ropy – ropných břidlic a dehtových písků.

## Těžba z ropných nalezišť
V minulosti ropa na některých pár místech místech přímo vyvěrala ze země. Od roku 1857 ve Francii a 1859 ve Spojených státech amerických se ropa těží komerčně. V éře komerční těžby bylo nejvíce ropy vytěženo na Americkém kontinentu, v roce 1971 se ale Spojené státy přehouply přes tzv. ropný vrchol a během tohoto desetiletí zažily (a spolu s nimi celý svět) dva velké ropné šoky. Centrum největší koncentrace nalezišť konvenční ropy se postupně přesunulo do dalších oblastí světa jako Nigérie, Mexiko, Venezuela, oblast Kaspického jezera, Perského zálivu (který skýtá největší zásoby konvenční ropy); a s perspektivou do budoucnosti i oblast středoasijských republik. Z nalezišť nekonvenční ropy jsou pak největší Athabaské ropné písky v Kanadě a Dehtové písky Orinoco ve Venezuele. Obě ukrývají obrovské množství ropy, ta je ale obtížně přístupná, náročná na extrakci a její dobývání má vysoký energetický vstup a tedy nízké ERoEI.
Téměř primitivní metody dobývání ropy v jejích počátcích do současných dnů postupně vystřídaly ty nejmodernější technologie – jak pro samotnou těžbu tak pro zjišťování a tipování nových ropných nalezišť. V minulých několika málo desetiletích se místa těžby přestala omezovat jen na pevninu a vznikla i ropná pole dobývající ropu z podloží mořského dna. Přes veškerý technologický vývoj však objevování nalezišť (u konvenční ropy) vyvrcholilo v první polovině 60. let 20. století a kapacita těžby ropy z nově objevených polí má klesající trend. Většina dnešní ropy tak pochází z nalezišť více než 35 let starých.

## Dělení ropných nalezišť
Ropné naleziště můžeme dělit podle několika kritérií.
- podle toho, kde se rozkládá: suchozemské × podmořské
- podle způsobu těžby: naleziště konvenční ropy × dehtových písků × ropných břidlic
- podle hloubky, ve které se těžená ropa nachází
- podle příměsí ropy, která pod jejím povrchem nalézá: naleziště sladké × kyselé ropy
- podle hustoty dobývané ropy: naleziště lehké × středně těžké × těžké ropy
- podle velikosti předpokládaných ropných rezerv daného naleziště